# Agrostis insignita
Agrostis insignita é uma espécie de gramínea do gênero Agrostis, pertencente à família Poaceae.